# Pier Carlo Padoan

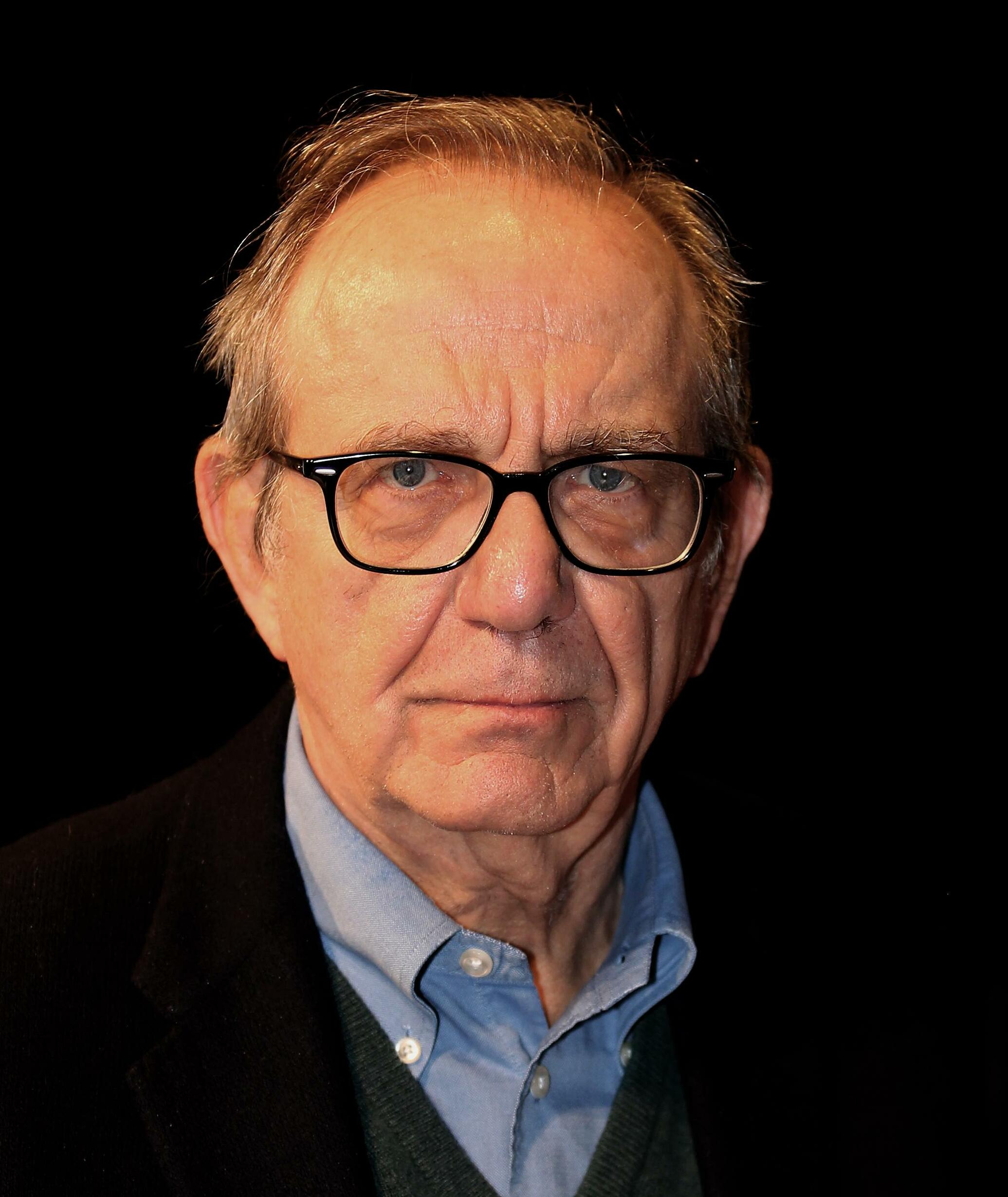
Pier Carlo Padoan

Pier Carlo Padoan (Roma, 1950) é um economista e professor universitário italiano, atual ministro das Finanças da Itália.
Pier Carlo Padoan teve trabalhos como consultor do Banco Mundial, na Comissão Europeia e no Banco Central Europeu. De 1 junho de 2007, ele foi secretário- geral da OCDE, dos quais dois anos mais tarde tornou-se o economista-chefe, mantendo ambos caricie. Denominado no final de janeiro de 2014 o presidente do Istat, Padoan era o representante da OCDE para o G20 e o chefe da resposta estratégica, "Crescimento Verde e Iniciativa Inovação" da organização. Mesmo antes, Padoan foi professor de economia na Universidade La Sapienza de Roma e diretor da fundação Italianieuropei, um think tank que lida com questões políticas e económicas social.
Entre 2001 e 2005 ocupou o cargo de diretor executivo para a Itália o Fundo Monetário Internacional, com responsabilidade para a Grécia, Portugal, San Marino, Albânia e Timor-Leste, enquanto 1998-2001 foi assessor económico da presidência do conselho de ministros, que trabalham com o primeiro-ministro Massimo D'Alema e Giuliano Amato, e responsável pela coordenação da posição italiana nas negociações da agenda 2000 para o orçamento da União Europeia, a Agenda de Lisboa, o Conselho Europeu e as reuniões bilaterais e os vértices G8. De 1992 a 2001, ele também ensinou no Colégio Europeu de Parma e foi professor visitante na Itália, Argentina, Japão, Polónia e Bélgica.

## Ligações externos
- Biografia (inglês)